# 天山 (滋賀県)
天山（あまやま）は滋賀県湖南市の北西部にある標高303.2ｍの山である。

## 地理
地元での正式名称は天山（あまやま）であり、山頂の山名版もすべて天山と記されている。湖南市菩提寺の小字の雨山に位置している。山頂には四等三角点が存在しており、眺望が開けていて、南東にはハイウェイサイドタウンの住宅地や名神高速道路、西には三上山、北には滋賀県希望が丘文化公園が見え、鈴鹿山脈から琵琶湖まで見渡せる。標高は、地理院地図には303.2ｍ、国土地理院の基準点詳細には303.15ｍと記されている。東側に笹路川、南側に天野川が流れ出ている。

## 歴史
廃少菩提寺の伽藍の一部である八王子社が、南麓に存在した。西應寺所有の1492年（明応元年）の図を模写したとされる「圓滿山少菩提寺四至封彊之繪圖」によれば、天野山と記されている。

## アクセス
- 滋賀バス「ハイウェイサイドタウン」下車、徒歩30分
- 近江鉄道バス「希望ヶ丘西ゲート」下車、徒歩40分
- 近江鉄道バス「花緑公園」下車、徒歩30分